# Garawuti
Garawuti (tadż.: Ғаравутӣ) – osiedle typu miejskiego w Tadżykistanie (wilajet chatloński). Według danych szacunkowych na rok 2008 liczy 9592 mieszkańców.